# 1,2,3-Triazol
Az 1,2,3-triazol a triazolok közé tartozó (öttagú gyűrűs, három nitrogénatomot tartalmazó) aromás heterociklusos vegyület, összegképlete C2H3N3.
Más, három szomszédos nitrogénatomot tartalmazó szerves vegyületekhez képest meglepően stabil, bár 500 °C-on flash vákuum pirolízis során molekuláris nitrogént (N2) veszítve aziridinné alakul. Egyes triazolok az úgynevezett gyűrű–lánc tautoméria miatt viszonylag könnyen hasíthatók, ennek egyik megvalósítása a Dimroth-átrendeződés.
Szubsztituált 1,2,3-triazolokat elő lehet állítani azidok és alkinek közötti 1,3-dipoláris cikloaddíciós reakcióval (Huisgen-reakció).
Kutatási célokra használják bonyolultabb vegyületek előállításához. A tazobaktám nevű gyógyszer is 1,2,3-triazolszármazék.

## Fordítás
Ez a szócikk részben vagy egészben  a(z)   1,2,3-Triazole című angol Wikipédia-szócikk ezen változatának fordításán alapul.  Az eredeti cikk szerkesztőit annak laptörténete sorolja fel. Ez a jelzés csupán a megfogalmazás eredetét és a szerzői jogokat jelzi, nem szolgál a cikkben szereplő információk forrásmegjelöléseként.